# Le Tout pour le tout (film, 1963)
Pour plus de détails, voir Fiche technique et Distribution.
Pour les articles homonymes, voir Le Tout pour le tout.
Le Tout pour le tout est un film français réalisé par Patrice Dally, sorti en 1963.

## Synopsis
Un trompettiste malchanceux et une jeune chanteuse tentent de refaire leur vie dans les boîtes de nuit du Brésil. Ils vont tenter le tout pour le tout en faisant un casse risqué.

## Fiche technique
- Titre : Le Tout pour le tout
- Réalisation : Patrice Dally
- Scénario : Jacques-Laurent Bost, Jacques Viot
- Musique : Henri Crolla
- Image : Andréas Winding
- Montage : Claudine Bouché
- Décors : Maurice Colasson
- Assistant réalisateur : Ruy Guerra
- Production : Sacha Gordine
- Sociétés de production : Dispat Films (Paris), Les Films du Fleuve (Liège), Turpan Filmes (São Paulo)
- Pays d'origine :  France
- Format :  Noir et blanc - 35 mm - 1,66:1 - Mono
- Genre : Comédie dramatique et policière
- Durée : 82 minutes
- Date de sortie : France - 21 août 1963

## Distribution
- Dirk Sanders : Michel
- Karen Blanguernon : Marie
- Bruno Cremer : le médecin
- Dario Moreno
- Serge Marquand
- Estella Blain
- Paulo Autran (pt)
- Sadi Cabral (pt)
- Maria Anita
- Irene Borinski
- Evaldo Correa
- Edgard Freire
- Maria Ligia
- Raquel Moacir
- Paulo Serrado

## Appréciation critique
« Un jeune couple désuni et réuni par l'Amérique du Sud : ce petit rat des pampas, fauché, bâclé, rapetassé, se voit avec un plaisir extrême. Pourquoi ?  pour aucune raison bien explicable, mais le plaisir de filmer, si rare dans notre cinéma de série, éclate ici presque à chaque plan, et la naïveté des sentiments, bons ou mauvais, se donne pour telle et joue franc jeu : aucune grande idée, mais beaucoup de petites, de la fraîcheur, trois acteurs insolites et plaisants - ce n'est pas tous les jours que l'on peut en dire autant. »

— Cahiers du cinéma, no 148, octobre 1963

« Un mélo, assez invraisemblable, sauvé par une excellente direction d'acteurs et par une mise en scène rigoureuse. On oublie trop facilement que Patrice Dally est un réalisateur de talent, incapable de médiocrité »

— René Tabès, La Saison cinématographique 64, janvier-février 1965